# Wellington Burtnett
Wellington Parker Burtnett, Jr., född 26 augusti 1930 i Somerville i Massachusetts, död 21 augusti 2013 i Wilmington, var en amerikansk ishockeyspelare. Burtnett blev olympisk silvermedaljör i ishockey vid vinterspelen 1956 i Cortina d'Ampezzo.